# Versorgungsausgleichskasse
Die Versorgungsausgleichskasse ist ein Instrument zur Durchführung des mit Wirkung ab 1. September 2009 neu geregelten Versorgungsausgleichs im Ehescheidungsverfahren. Mit der Versorgungsausgleichskasse wird das Ziel verfolgt, Versorgungsansprüche des geschiedenen Ehegatten anstatt über die durch das Versorgungsausgleichsgesetz rechtlich  vorgesehene gesetzliche Rentenversicherung besser über eine kapitalgedeckte Auffanglösung zu ermöglichen. Hierzu wurde eine Pensionskasse in der Rechtsform des VVaG gegründet. Gründungsmitglieder sind 38 Versicherungsunternehmen, die konsortial rückdecken.
Die Versorgungsausgleichskasse übernimmt allerdings nur Anrechte aus der betrieblichen Altersvorsorge des zum Ausgleich Pflichtigen. Die Leistungsspektren orientieren sich grundsätzlich an denen der gesetzlichen Rentenversicherung, mithin: lebenslange Leibrenten (Ausschluss von Kapitalwahlrechten). Aufgrund der besonderen Situation als nacheheliche Regelung gibt es jedoch keine Hinterbliebenenleistungen. Ähnlich der betrieblichen Altersversorgung im übrigen, lässt diese Pensionskasse keine Verfügungen zu. So sind die Übertragung oder Beleihung der eingezahlten Anwartschaften nicht möglich.
Der neu geregelte Versorgungsausgleich sieht wie gehabt allerdings vor, dass versorgungsrechtliche Vereinbarungen der Ehegatten ebenso Vorrang vor einer „externen Teilung“ durch beispielsweise die Versorgungsausgleichskasse haben, wie die gewissermaßen „interne Teilung“, bei welcher ein Anrecht bei dem Versorgungsträger geschaffen wird, über den auch der Versorgungspflichtige Anrechte aufbaut.
Die zentrale Verwaltung der Versorgungsausgleichskasse ist in Stuttgart.